# Dasineura phyteumatis
Dasineura phyteumatis är en tvåvingeart som först beskrevs av Hugh Low 1885.  Dasineura phyteumatis ingår i släktet Dasineura och familjen gallmyggor. Inga underarter finns listade i Catalogue of Life.